# Duke of Albemarle

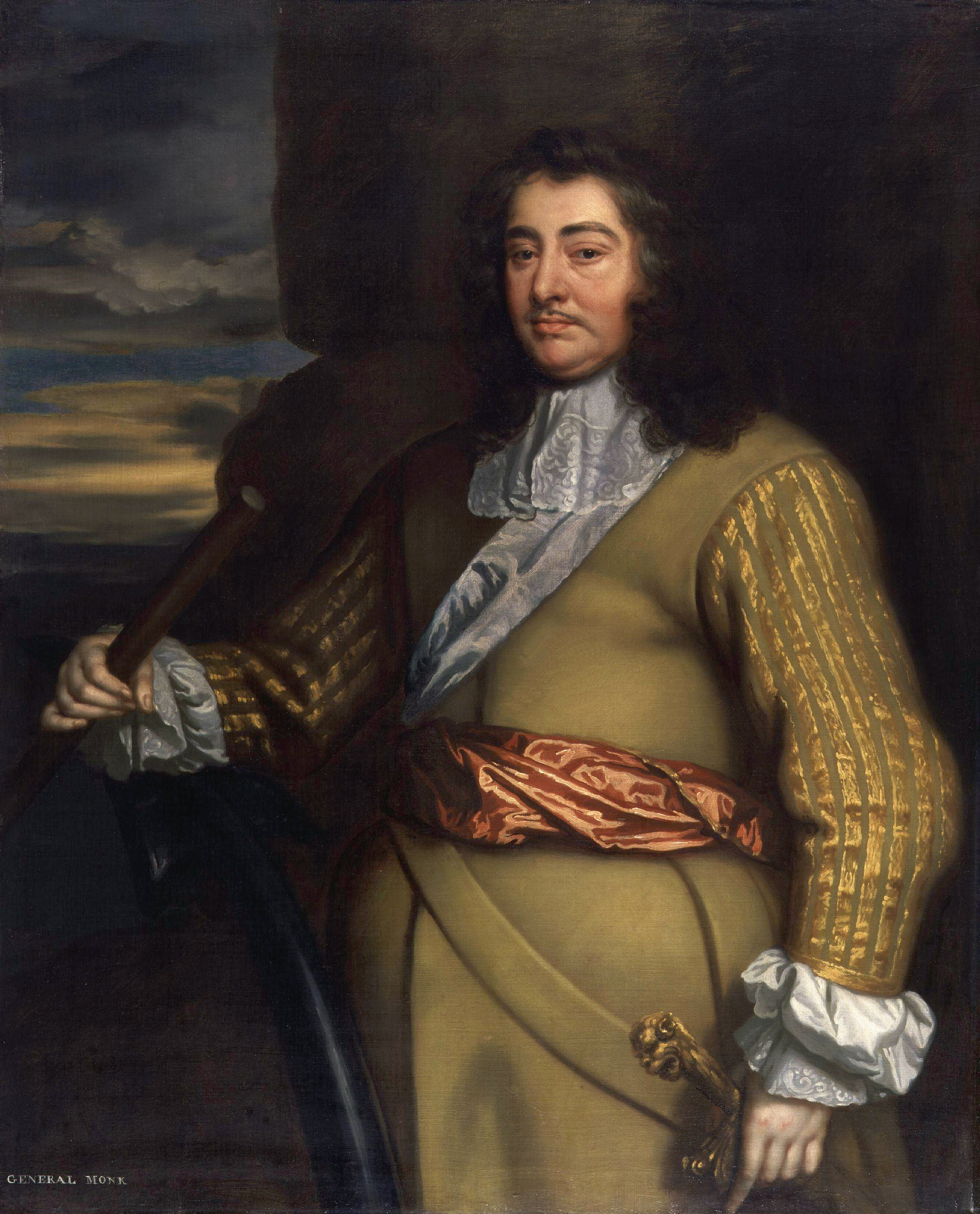
George Monck, 1. Duke of Albemarle

Duke of Albemarle war ein erblicher britischer Adelstitel in der Peerage of England.
Die Namensgebung des Titels bezieht sich auf das seit dem Hundertjährigen Krieg zu Frankreich gehörende Herzogtum Aumale in der Normandie, dass wie die gesamte Normandie von der englischen Krone beansprucht wurde. „Albemarle“ ist ein Alternativname von Aumale, der sich von der lateinischen Namen Alba Marla herleitet.
1398 war Edward of Norwich, 2. Duke of York, Inhaber des Herzogtums Aumale. 1399 wurde ihm der Titel wieder entzogen. Er folgte später seinem Vater als Duke of York nach.
Am 7. Juli 1660 wurde der Titel dem royalistischen General George Monck verliehen, zusammen mit den nachgeordneten Titeln Earl of Torrington, Baron Monck, of Potheridge in the County of Devon, Baron Beauchamp, of Beauchamp in the County of Devon, und Baron Teyes, of Teyes in the County of Devon. Alle genannten Titel erloschen am 6. Oktober 1688 beim kinderlosen Tod des 2. Dukes.
1696 verlieh der abgesetzte König Jakob II. seinem unehelichen Sohn Henry Fitzjames das Duketum, welches mit dessen Tode 1702 erlosch. Sein Nachfolger als Jakobitischer Thronprätendent James Francis Edward Stuart verlieh den Titel 1722 an George Granville, 1. Baron Lansdowne. Dieser Titel starb 1776 mit Tod von dessen Neffen des 2. Duke of Albemarle aus.

## Liste der Dukes of Albemarle (1660)
- George Monck, 1. Duke of Albemarle (1608–1670)
- Christopher Monck, 2. Duke of Albemarle (1653–1688)